# 코모도어 SX-64

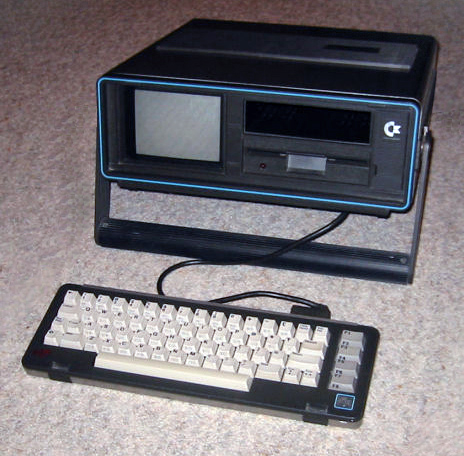

코모도어 SX-64(Commodore SX-64, 유럽 출시명: Executive 64 또는 VIP-64)는 인기 있는 코모도어 64 가정용 컴퓨터의 휴대용 서류 가방/여행 가방 크기의 "휴대용" 버전이자 최초의 풀 컬러 휴대용 컴퓨터이다.
SX-64에는 5인치 복합 모니터와 1541 플로피 디스크가 내장되어 있다. 무게는 10.5kg(23lb)이다. 이 기계는 조절 가능한 스탠드로도 사용할 수 있는 견고한 손잡이로 운반된다. 1983년 1월에 발표되었고 11개월 후인 1983년 12월에 995 USD(2023년 $2,918에 해당)에 출시되었다.